# Louis Cordiez
Louis François Cordiez (Ancien 7e arrondissement de Paris, 3 février 1813 - Paris 4e, 31 mai 1885,) est un auteur dramatique et bibliothécaire français.

## Biographie
Sous-bibliothécaire à l'Université royale de France dès septembre 1832, surnuméraire en juillet 1834, sous-bibliothécaire en mars 1839, ses pièces ont été représentées au Théâtre Beaumarchais et au Théâtre des Variétés.
Il lègue à la Bibliothèque de l'Arsenal en 1885 lors de son décès, une collection de 8 000 pièces de théâtre du XIXe siècle.
Il est inhumé au cimetière du Père-Lachaise (59e division).

## Œuvres
- Beaumarchais, drame historique en 3 actes, avec Roland Bauchery, 1846
- Un spahi, comédie-vaudeville en 1 acte, avec Angel, 1854